# ハウス (ニューメキシコ州)
ハウス（House）は、アメリカ合衆国ニューメキシコ州クウェイ郡の村（village）。人口は2020年の国勢調査で56人。急速に過疎化が進んでいる。

## 地理
ハウスは北緯34度38分53秒 西経103度54分14秒 / 北緯34.64806度 西経103.90389度 (34.648034, -103.903803)に位置している。アメリカ合衆国国勢調査によると、 村の総面積は2.4 km² (0.9 mi²)で、すべて陸地である。

## 人口動勢
以下は2000年国勢調査における人口統計データである。
基礎データ
- 人口: 72人
- 世帯数: 34世帯
- 家族数: 21家族
- 人口密度: 30.2/km² (78.3/mi²)
- 住居数: 52軒
- 住居密度: 21.8/km² (56.5/mi²）

人種別人口構成
- 白人: 94.44%
- その他の人種: 2.78%
- 混血: 2.78%
- ヒスパニック・ラテン系: 6.94%

世帯と家族（対世帯数）
- 世帯数: 34

世帯と家族（対世帯数）
- 18歳未満の子供がいる: 20.6%
- 結婚・同居している夫婦: 47.1%
- 未婚・離婚・死別女性が世帯主: 8.8%
- 非家族世帯: 35.3%
- 単身世帯: 35.3%
- 65歳以上の老人1人暮らし: 20.6%
- 平均構成人数
  - 世帯: 2.12人
  - 家族: 2.68人

年齢別人口構成
- 18歳未満: 20.8%
- 18-24歳: 2.8%
- 25-44歳: 19.4%
- 45-64歳: 23.6%
- 65歳以上: 33.3%
- 年齢の中央値: 52歳
- 性比（女性100人あたりの男性の人口）
  - 総人口: 111.8人
  - 18歳以上: 111.1人

収入と家計
- 収入の中央値
  - 世帯: 25,625米ドル
  - 家族: 35,000米ドル
  - 性別
    - 男性: 21,250米ドル
    - 女性: 32,500米ドル
- 人口1人あたり収入: 24,300米ドル
- 貧困線以下
  - 対家族数: 5.0%
  - 対人口: 14.3%
  - 18歳未満: 0%
  - 65歳以上: 0%